# Prosorhynchoides ozakii
Prosorhynchoides ozakii är en plattmaskart. Prosorhynchoides ozakii ingår i släktet Prosorhynchoides och familjen Bucephalidae. Inga underarter finns listade i Catalogue of Life.